# Mimudea distictalis
Mimudea distictalis là một loài bướm đêm trong họ Crambidae.